# Stenhuggaren
Stenhuggaren är en roman av Camilla Läckberg från 2005. Det är den tredje deckaren med Patrik Hedström och Erica Falck. Boken var nominerad till Bästa svenska kriminalroman 2005 av Svenska Deckarakademin, men det blev Inger Frimansson som fick motta priset för Skuggan i vattnet. 
En sjuåring hittas drunknad i Fjällbacka, men det visar sig att hon har sötvatten i lungorna. Flickan är dotter till en av Ericas vänner.
SVT har gjort TV-serie av romanen.